# Johann Heinrich Hampe

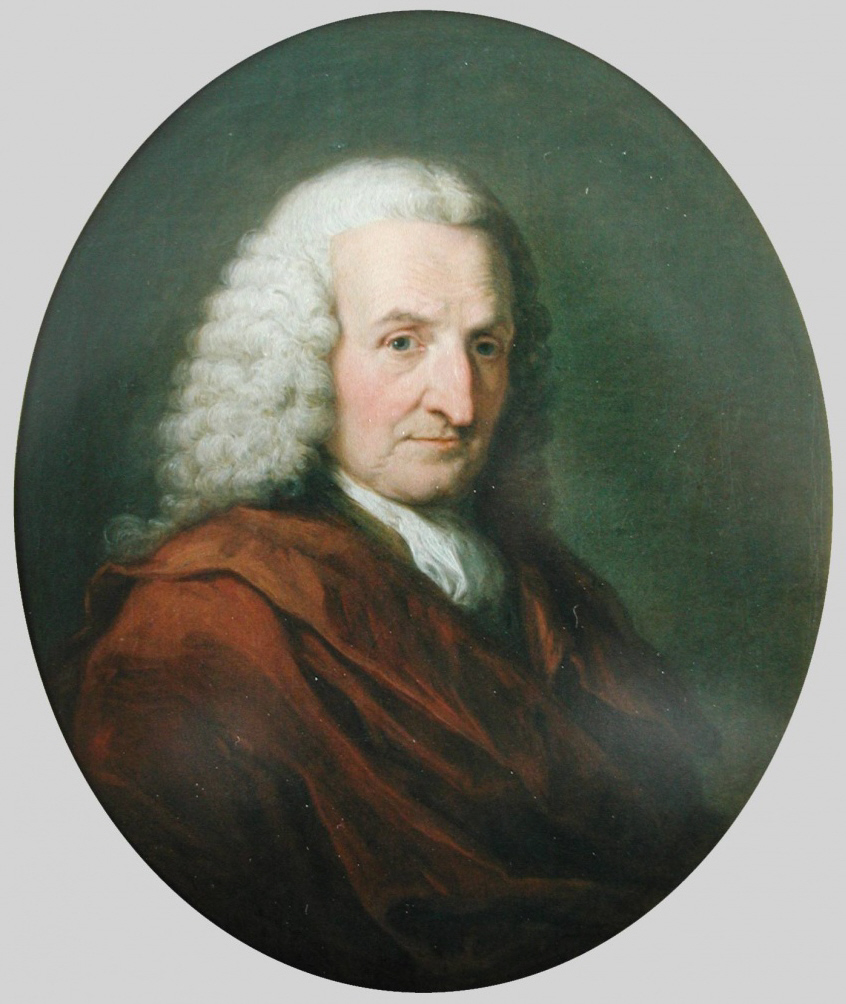
Johann Heinrich Hampe. Werk von Angelika Kauffmann.

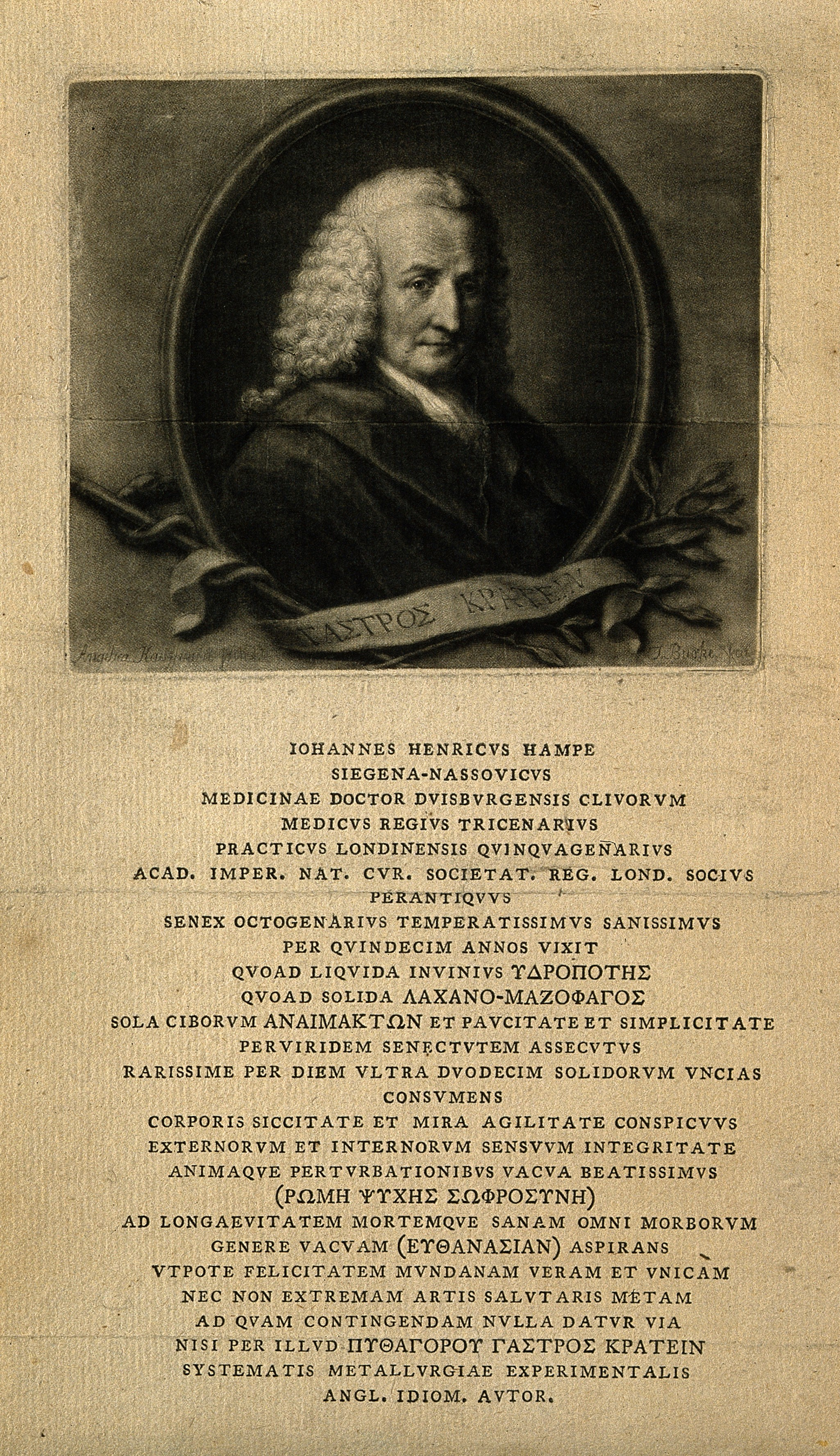
Johann Heinrich Hampe. Mezzotinto von Thomas Burke (1749–1815) nach einem Werk von Angelika Kauffmann

Johann Heinrich Hampe, in England John Henry Hampe (auch Joannes Henricus Hampe, * 1693 in Siegen; † 1777 in London) war ein deutsch-britischer Mediziner, Metallurge und Naturforscher.

## Leben und Wirken
Johann Heinrich Hampe war der Sohn des aus Hanau stammenden Kaufhändlers und späteren Siegener Stadtschöffen Clemens Hampe (1659–1720) und dessen Ehefrau Catharina Agnes (1664–1696), geborene Holzklau.
Nach dem Besuch der Schule in Siegen und in Herborn studierte Johann Heinrich Hampe Medizin und wurde 1721 an der Universität Duisburg zum Doktor der Medizin promoviert.
Hampe ließ sich wenig später in London als praktischer Arzt nieder und wurde Hofarzt der Prinzessinnen von Wales, Caroline von Brandenburg-Ansbach, Gattin Georg II. und ab 1727 Königin von Großbritannien und Irland und von Charlotte von Mecklenburg-Strelitz, Gemahlin Georg III.
Am 5. Februar 1730 wurde er auf Vorschlag von Johann Georg Steigerthal, Sir Hans Sloane (seit 1727 Präsident) und Sir Conrad Joachim Sprengwell († 1740) zum Fellow der Royal Society gewählt. Unter der Präsidentschaft von Andreas Elias Büchner wurde Hampe am 14. April 1737 unter der Matrikel-Nr. 472 mit dem akademischen Beinamen Antigenes Cleophantinus zum Mitglied der Leopoldina gewählt.
Die schweizerisch-österreichische Malerin Angelika Kauffmann schuf nach ihrer 1766 gemeinsam mit ihrem Vater erfolgten Übersiedelung nach London ein Porträt
Johann Heinrich Hampes, das später die Grundlage für ein Mezzotinto des aus Dublin stammenden irischen Künstlers Thomas Burke (1749–1815) bildete.
Mit Ambrosius Gottfried Hanckwitz und Johann Friedrich Henckel stand er im Informationsaustausch. Von seiner Korrespondenz sind ein Brief an den Nürnberger Apotheker und Naturforscher Johann Ambrosius Beurer sowie mehrere Briefe an den Chirurgen und Botaniker Lorenz Heister überliefert.

## Schriften
- Disputatio de scarificatione oculari Hippocratica. Duisburg 1721 (Digitalisat)
- An experimental system of metallurgy. With general remarks, and explanations. By the late John Henry Hampe, M.D. Fellow of the Imperial Academy, N.C. and Of the Royal Society of London. Printed for J. Nourse, Bookseller to His Majesty, London 1777
- Johann Heinrich Hampen's Praktisches System der Metallurgie, mit dessen Anmerkungen und Ergänzungen. Walther, Dresden 1778 (Digitalisat)